# Кипрский референдум по энозису (1950)
Неофициальный референдум на Кипре по энозису (воссоединению с Грецией) проводился с 15 по 22 января 1950 года. Референдум проходил в греческих православных храмах. В результате 95,71% от участвовавших в голосовании высказались за присоединение Кипра к Греции, однако турецкая община острова бойкотировала референдум. 

## История
В это время Кипр был ещё британской колонией. 12 декабря 1949 года архиепископ Макарий II призвал британские колониальные власти провести референдум о будущем Кипра. После отказа британской администрации Совет церкви и организация Энозис сами организовали голосование. Подписные книги были представлены в церквях между 15 и 22 января и имели две колонки: «Мы требуем союза с Грецией» и «Мы против союза Кипра и Греции».

## Результаты
| Да или нет    | Голосов | Процент  |
| ------------- | ------- | -------- |
| Да            | 215 108 | 95,71 %  |
| Нет           | 9 639   | 4,29 %   |
| Всего голосов | 224 747 | 100,00 % |
| Источник:     |         |          |